# Ichthyocladius
Ichthyocladius är ett släkte av tvåvingar. Ichthyocladius ingår i familjen fjädermyggor.
Kladogram enligt Catalogue of Life:
| Ichthyocladius | \| \| Ichthyocladius kronichticola \| \| \| \| \| \| Ichthyocladius lilianae \| \| \| \| \| \| Ichthyocladius neotropicus \| \| \| \| |
|                | \| \| Ichthyocladius kronichticola \| \| \| \| \| \| Ichthyocladius lilianae \| \| \| \| \| \| Ichthyocladius neotropicus \| \| \| \| |
|                | Ichthyocladius kronichticola |
|                | |
|                | Ichthyocladius lilianae |
|                | |
|                | Ichthyocladius neotropicus |
|                | |